# Исчезновение Дарьи Бульбы
Дарья Бульба (укр. Дар'я Бульба) — украинская модель, пропавшая 6 августа 2016 года в Шанхае, Китай. Её пропажа обросла различными мистификациями и версиями о случившемся. Полиция выдвигала разные версии исчезновения: от самоубийства до похищения, но так и не пришла к единому мнению. Её судьба по прежнему остаётся неизвестной.

## Предыстория
Дарья Бульба родилась 25 сентября 1995 года в Одессе, Украина. Училась в Одесском колледже гостиничного хозяйства по специальности «правоведение», параллельно проходила курсы моделинга. Занималась вокалом и научилась играть на гитаре. Посещала местную модельную школу. С детства мечтала прославиться в качестве топ-модели. Работать моделью начала с 17 лет – после того, как отучилась в одесском агентстве "Арт-подиум". Дважды ездила по контракту в Милан. В 2013 году получила первые предложения поучаствовать в съёмках и начала сниматься для каталогов, а спустя несколько лет отправилась за границу — в Италию, Грецию и Турцию.

## Исчезновение
7 апреля 2016 года Дарья вылетела на работу в Китай по контракту с шанхайским агентством моделей BYS Model Agency.
6 августа 2016 года Дарья отправилась на встречу с неизвестным человеком, в некоторых источниках утверждается, что он был её знакомым, и пропала. Камеры наблюдения зафиксировали, как девушка идёт по набережной, слушает музыку в наушниках и пританцовывает, а затем заходит за угол в слепую зону и исчезает.

## Расследование
Полиция исследовала телефон Дарьи, выяснив, что ей регулярно поступали звонки от неизвестных номеров. Как сообщали её друзья, некий незнакомец постоянно назначал встречи с девушкой в отеле, но никогда на них не приходил. В сети предположили, что это было сделано для того, чтобы вычислить, сколько времени у девушки займет дорога до определенного места. 
После исчезновения аккаунт Дарьи «ВКонтакте» был активен с нескольких устройств, находившихся в разных точках Китая.
Родственники девушки обратились в Интерпол и к местным властям. По электронной почте отец Дарьи разослал письма с просьбой о помощи в поиске пропавшей дочери всем центральным телеканалам Украины, однако все они остались без ответа. Полиция Китая предположила, что Дарья покончила с собой. Камеры наблюдения зафиксировали, как девушка идёт по набережной, слушает музыку в наушниках, а затем заходит за угол в слепую зону и исчезает. Записи с камер просматривали психологи, которые пришли к выводу, что походка девушки была спокойной. Так ходит человек, который находится в адекватном состоянии и не нервничает. По словам сестры Дарьи, в полиции считают, что девушка утонула, однако водолазы не нашли её тела.
По состоянию на 2022 год дело о пропаже Дарьи Бульбы оставалось открытым.
Следствие было заморожено, а полиция выдвигала противоречивые версии.

## Влияние
Журналисты, и другие неравнодушные люди начали расследовать дело об исчезновении Дарьи. В соцсетях пользователи записывали «детективные» подкасты и видео, в которых делились мнением или проводили самостоятельные расследования, пытаясь найти девушку. Ни одна из выдвинутых версий исчезновения модели так и не получила подтверждения. Появилось большое колич6ство разных версий исчезновения: от похищения криминальными группировками и торговли людьми до трагических случаев на воде и самоубийства.
О пропавшей девушке писали местные СМИ. Одна из газет в номере связала её исчезновение с предполагаемым арестом обвиняемого в шпионаже, известного в Китае специалиста ракетно-космической отрасли Хоу Цзяньвэня. Журналисты выдвинули версию, что якобы учёный вербовал агентурную сеть посредством «ловушек» — молодых и красивых девушек, которые работали на него и якобы Дарья могла стать одной из них.